# Чемпионат Югославии по баскетболу
Национальное Первенство Югославии по баскетболу (серб. Prva savezna košarkaška liga) — мужская профессиональная баскетбольная лига Югославии. Первый турнир стартовал сразу после окончания войны в 1945 году — победителем стала «Югославская Армия» (впоследствии стала «Партизаном»). Затем неизменным лидером на протяжении десяти лет была белградская «Црвена звезда». 
В 1991 году прошел последний объединенный чемпионат Югославии выиграл «ПОП-84 Сплит». После исключения клубов из Хорватии и Словении последним югославским чемпионом в 1992 году стал «Партизан». После образования Союзной Республики Югославия был организован её чемпионат. Остальные бывшие союзные республики так же организовали свои чемпионаты. В 2001 году команды из бывшей Югославии организовали Адриатическую Лигу.
За время существования турнира югославские клубы неоднократно становились победителями в европейских турнирах:
- «Югопластика»: 
  - Победитель Кубка Корача: 1976, 1977
  - Победитель Кубка европейских чемпионов: 1989, 1990, 1991

- «Цибона»:
  - Победитель Кубка Корача: 1972
  - Победитель Кубка европейских чемпионов: 1985, 1986
  - Победитель Кубка обладателей кубков: 1982, 1987

- «Босна»
  - Победитель Кубка европейских чемпионов: 1979

- «Партизан»
  - Победитель Кубка Корача: 1978, 1979, 1989
  - Победитель Кубка европейских чемпионов: 1992

- «Црвена звезда»: 
  - Победитель Кубка обладателей кубков: 1974

## Чемпионы
| Год  | Победитель       | Год  | Победитель        |
| ---- | ---------------- | ---- | ----------------- |
| 1991 | ПОП-84           | 1967 | Задар             |
| 1990 | Югопластика      | 1966 | Олимпия Любляна   |
| 1989 | Югопластика      | 1965 | Задар             |
| 1988 | Югопластика      | 1964 | ОКК Белград       |
| 1987 | Партизан         | 1963 | ОКК Белград       |
| 1986 | Задар            | 1962 | Олимпия Любляна   |
| 1985 | Цибона           | 1961 | Олимпия Любляна   |
| 1984 | Цибона           | 1960 | ОКК Белград       |
| 1983 | Босна            | 1959 | Олимпия Любляна   |
| 1982 | Цибона           | 1958 | ОКК Белград       |
| 1981 | Партизан         | 1957 | Олимпия Любляна   |
| 1980 | Босна            | 1956 | Пролетер          |
| 1979 | Партизан         | 1955 | Црвена звезда     |
| 1978 | Босна            | 1954 | Црвена звезда     |
| 1977 | Югопластика      | 1953 | Црвена звезда     |
| 1976 | Партизан         | 1952 | Црвена звезда     |
| 1975 | Задар            | 1951 | Црвена звезда     |
| 1974 | Задар            | 1950 | Црвена звезда     |
| 1973 | Раднички Белград | 1949 | Црвена звезда     |
| 1972 | Црвена звезда    | 1948 | Црвена звезда     |
| 1971 | Югопластика      | 1947 | Црвена звезда     |
| 1970 | Олимпия Любляна  | 1946 | Црвена звезда     |
| 1969 | Црвена звезда    | 1945 | Югославская Армия |
| 1968 | Задар            |      |                   |

## См.также
- Чемпионат Югославии по баскетболу среди женщин
- Чемпионат Сербии по баскетболу
- Чемпионат Хорватии по баскетболу
- Чемпионат Словении по баскетболу
- Чемпионат Боснии и Герцеговины по баскетболу